# تفجير حافلة شارع اللنبي
تفجير حافلة شارع ألنبي هي عملية استشهادية فدائية وقعت في 19 سبتمبر 2002 في حافلة دان في وسط الحي التجاري في شارع ألينبي، تل أبيب. قُتل ستة أشخاص في الهجوم وأصيب حوالي 70. أعلنت كتائب عز الدين القسام الجناح العسكري لحركة المقاومة الإسلامية حماس مسؤوليتها عن العملية.

## العملية
قبل الساعة 13:00 يوم الخميس الموافق 19 سبتمبر 2002، فجر استشهادي فلسطيني نفسه في الجزء الأمامي من حافلة مزدحمة في الحي التجاري في تل أبيب. تم الهجوم على حافلة ركاب دان رقم 4 أثناء مرور الحافلة عبر شارع اللنبي أمام المعبد اليهودي الكبير في تل أبيب. قُتل ستة أشخاص وأصيب حوالي 70 في الهجوم.
وأعلنت حركة حماس الإسلامية الفلسطينية مسؤوليتها عن الهجوم.

### القتلى
- شوشانا (روزانا) [7]
- عوفر زنجر، 29 عاما، من موشاف [8]
- سليمان هونيغ، 79[9]
- يوسي ماميستافلوف، 39[10]
- يافا شمتوف، 49[11]
- يوني جيسنر[12]

## بعد الحادثة

### انتقام العدوان الإسرائيلي
اتهمت الحكومة الإسرائيلية ياسر عرفات والقيادة الفلسطينية بالتورط في الانتفاضة الثانية وفي الاتجار غير المشروع بالأسلحة. بعد اجتماع طارئ لمجلس الوزراء الأمني الذي انعقد في أعقاب القصف، شنت دولة الاحتلال عملية عسكرية في الضفة الغربية بدأت فيها الدبابات والعربات المدرعة حصارها على مجمع ياسر عرفات في رام الله. كان عرفات محاصراً في مجمع مكاتا لمدة تقرب من عامين حتى مغادرته إلى مستشفى في باريس في أكتوبر 2004. دمر جيش الاحتلال الكثير من المقاتع أثناء الحصار.

### التبرع بالأعضاء
كان من بين الضحايا الصهاينة يوني جيسنر، مراهق يهودي. تعرض جيسنر لإصابة خطيرة في الرأس، ووقع والديه على موافقته على فصله عن دعم الحياة والتبرع بأعضائه. ياسمين أبو رميلة، فتاة فلسطينية تبلغ من العمر 7 سنوات من القدس الشرقية، كانت حاصلة على كليته. كانت العملية الجراحية ناجحة وكان لدى ياسمين فرصة جيدة للغاية للعيش حياة طبيعية. تم الإبلاغ عن القصة على نطاق واسع بسبب الظروف وعضو جيسنر يتم التبرع به لطفل على الجانب الآخر من النزاع.

## ردود الفعل الرسمية
الأطراف المعنية
 فلسطين :
- السلطة الوطنية الفلسطينية وأدان مسؤولون السلطة الوطنية الفلسطينية الهجوم وطلب من جميع الفصائل الفلسطينية للتنديد ذلك -.[17]
- صرح المتحدث باسم حماس إسماعيل أبو شنب أنه يتوقع «سلسلة من العمليات ضد العدو الصهيوني، نتيجة للجرائم الوحشية اليومية بحق شعبنا».[18]

 إسرائيل : صرح المسؤولون الإسرائيليون أن الهجوم يشير إلى أن القيادة الفلسطينية لا تزال غير قادرة أو غير راغبة في كبح جماح النشطاء الذين يهاجمون الأهداف الإسرائيلية.
جمعيات الدولية
- الاتحاد الأوروبي - دعا مسؤولو الاتحاد الأوروبي إسرائيل إلى التحلي بضبط النفس، مشيرين إلى أن الانتقام الإسرائيلي القاسي للهجوم الإرهابي في تل أبيب، الذي ادعى معارضو عرفات، من شأنه أن يدمر الجهود المبذولة لإصلاح السلطة الوطنية الفلسطينية وتأمين وقف إطلاق النار بين الطرفين. حفلات.[20]

دولي
- الولايات المتحدة - في اجتماع عُقد في المكتب البيضاوي، أدان الرئيس الأمريكي جورج بوش بشدة الهجوم وقال «يجب على جميع الأطراف بذل كل ما في وسعها لرفض العنف ووقفه» [18]

## روابط خارجية
- مقتل ستة وجرح العشرات في هجوم انتحاري على حافلة تل أبيب - نُشر على موقع يو إس إيه توداي في 19 سبتمبر 2002
- قنبلة حافلة تل أبيب تحطم آمال الهدنة - نشرت على الجارديان في 20 سبتمبر 2002
- انفجار حافلة قاتل يهز تل أبيب - نشر على بي بي سي نيوز في 19 سبتمبر 2002
- انتحاري يقتل 5 أشخاص في حافلة في تل أبيب - نشر في صحيفة نيويورك تايمز في 20 سبتمبر 2002
- ضرب قلب تل أبيب - نشر على شبكة سي إن إن في 19 سبتمبر 2002